# Rebecca Bailey
Rebecca Jane Bailey (nascida em 3 de setembro de 1974) é uma ex-ciclista neozelandesa.
Sua única aparição olímpica foi nos Jogos Olímpicos de Verão de 1996 em Atlanta, onde terminou em trigésimo terceiro na prova de estrada, e fez parte da equipe neozelandesa que obteve a vigésima segunda posição na corrida dos 100 km contrarrelógio por equipes.